# Michael Potts
Michael Potts est un acteur américain.

## Biographie
Michael Potts est notamment connu pour avoir joué dans les séries télévisées Sur écoute et True Detective, ainsi que dans la comédie musicale The Book of Mormon.

## Filmographie

### Cinéma
- 2018 : Here and Now de Fabien Constant
- 2020 : Le Blues de Ma Rainey (Ma Rainey's Black Bottom) de George C. Wolfe : Slow Drag
- 2023 : Rustin de George C. Wolfe : Cleveland Robinson

### Télévision
- 1997-2003 : Oz : Reinhardt

- 2002-2008  : Sur écoute : Brother Mouzone
- 2014 : True Detective : Maynard Gilbough
- 2014-2015 : Gotham  : Bunderslaw
- 2015 : Show Me a Hero
- 2025 : New York, police judiciaire : Kenneth Lowell (saison 24, épisode 18)